# Allium roseum
Allium roseum és una espècie de planta perenne bulbosa de la família de les amaril·lidàcies oriünda de la regió Mediterrània. Aquesta planta rep en català més d'una desena de noms vernacles sense especificitat taxonòmica com araall de bruixa o all bord, Addicionalment pot rebre els noms d'all de bruixes, all de colobra, all de marge, all de moro, all de vinyes, all porrí, all porrit, all porro, all rosat, all silvestre, allassa vermella, calabruix, cebollí, porradell bord, porradell fi i porro. També s'han recollit la variant lingüística pòrrec.

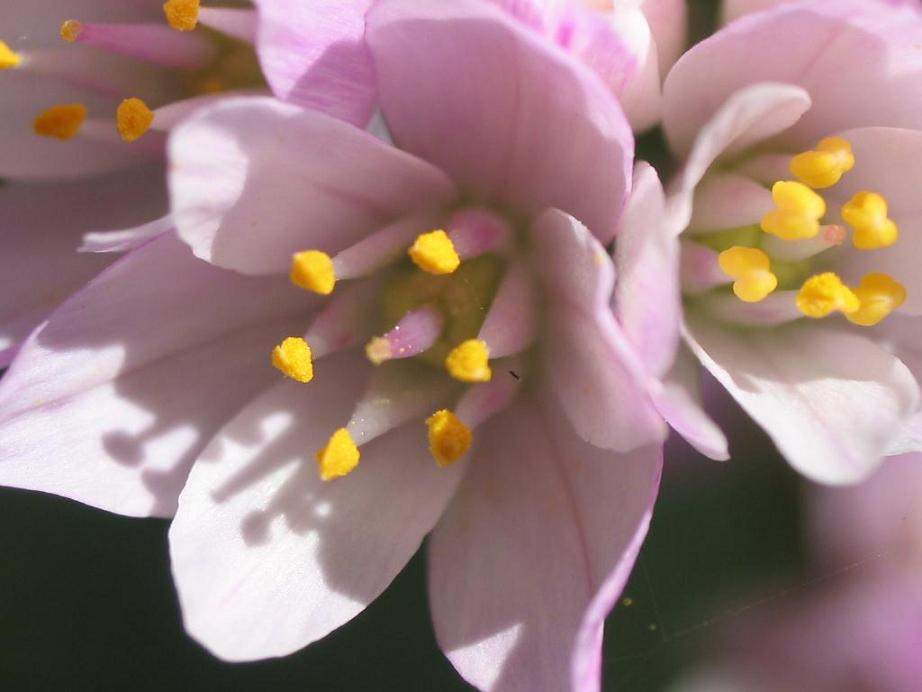
En aquesta fotografia es pot apreciar perfectament el gineceu i l'androceu amb els sacs pol·línics grocs a l'antera, amb dos plans de simetria o actinomorfes

Prolifera en cunetes, vores de camins i terres de cultiu, però generalment en llocs amb sol i baixa altitud. L'ús principal n'és sens dubte en jardineria. Els bulbs són fàcilment plantables i no requereixen una cura exigent; un cop acabada la floració es poden extreure els bulbils, que poden ser replantats. El bulb és comestible i de sabor suau.

## Morfologia
Herba d'un mig metre, amb tija erecta i buida acabada en inflorescències de tipus umbel·la simple. Com la majoria, encara que no totes les espècies d'Allium, té aquesta olor característica a all. Els bulbs ovoides, a uns 10 cm de profunditat, s'omplen de bulbils: això fa que n'apareguin formant mates. Les flors extremes amb pedicels d'un parell de centímetres, són de color blanc o rosat, aquestes últimes amb un nervi central rosa més marcat en els tèpals. Són hermafrodites, és a dir, que tenen ambdós sexes. Les fulles són llargues, uns 2/3 de la tija, verdes, brillants, no gaire amples: acaben postrant-se a terra pel pes. És fàcil trobar-les recargolades sobre si mateixes o en forma de cinta, abraçant la tija totalment (fulles embeinades), totes en la part seva basal, no gaire nombroses, entre 2 i 4. Fruit en càpsula.